# Double concerto pour cordes, piano et timbales
Le double concerto pour cordes, piano et timbales (H 271) est une œuvre de Bohuslav Martinů composée en 1938. Il est une des dernières œuvres que Martinu ait composé dans sa période fructueuse des années 1920- 1930.
Bohuslav Martinů explique la frénésie de ce concerto par la pesanteur des années précédant la Seconde Guerre mondiale : « J'ai voulu me dégager de cette oppression, me défendre par mon travail et lutter contre cette menace qui devrait tourmenter chaque artiste et chaque homme dans ses convictions les plus profondes ».
Commandé par Paul Sacher (comme la Musique pour cordes, percussion et célesta de Béla Bartók ou la Petite symphonie concertante de Frank Martin), il s'inspire du concerto grosso italien du XVIIIe siècle, avec une orchestration originale, virtuose et d'un dramatisme tendu. Œuvre majeure qui fit beaucoup pour sa renommée, il possède plusieurs traits communs avec la Sinfonietta d'Albert Roussel, qui fut son professeur. L'œuvre a été créée le 9 février 1940 à Bâle par son commanditaire.

## Mouvements
Ce concerto en 3 parties (vif - lent - vif) est basé sur la symétrie des 3 parties mais aussi de chacun des mouvements:
1er mouvement - Poco allegro:
Le premier mouvement est d'une extrême agitation. Comme tout cette œuvre, il est basé sur l'opposition des 2 ensembles de cordes.
2e mouvement - Largo:
Entrée sur un choral douloureux qui évolue de si mineur à si majeur. Cadence du piano soliste suivi d'un épisode dramatique et fougueux, retour du choral précédant le calme sur quelques notes du piano avec un accord final majeur.
3e mouvement - Allegro:
Le dernier mouvement quant à lui est encore une course poursuite endiablée. Il se termine par les accords lourds de l'introduction du deuxième mouvement qui anéantissent tout sur leur passage.

## Discographie
- L'Orchestre philharmonique de Londres, dirigé par Rafael Kubelík (7 et 11 mai 1950, EMI / Testament SBT 1181 / Warner Classics « Icon »)[2] (OCLC 967589752)
- L'Orchestre philharmonique tchèque, dirigé par Karel Šejna (4-5 juillet 1956, Supraphon 50 109) (OCLC 35594968)
- L'Orchestre philharmonique tchèque, dirigé par Stanislav Macura (4-5 septembre 1979, Panton 81 1204-2 / CD 678084)[3] (OCLC 224447623)
- L'Orchestre symphonique de la radio de Prague, dirigé par Charles Mackerras (16 février 1982, Supraphon SU 3276-2) (OCLC 419973247)
- L'Orchestre symphonique de Brno, dirigé par Charles Mackerras (août 1986, Conifer Classics) (OCLC 53020719)
- Le City of London Sinfonia, dirigé par Richard Hickox (1er mai 1989, Virgin Classics VC 7 91099-2)[4] (OCLC 33891077)
- L'Orchestre national de France, dirigé par James Conlon (janvier 1990, Erato) (OCLC 865478128 et 744680326)
- L'Orchestre philharmonique tchèque, dirigé par Jiří Bělohlávek (Chandos) (OCLC 884453809)
- Le Essener Philharmoniker, dirigé par Thomáš Netopil (concert, 28-29 août 2014, Supraphon) (OCLC 958087409)